# Erdei timália
Az erdei timália (Cutia nipalensis) a madarak osztályának verébalakúak (Passeriformes) rendjébe és a Leiothrichidae családjába tartozó faj.

## Rendszerezése
A fajt Brian Houghton Hodgson angol természettudós írta le 1837-ben.

## Alfajai
- Cutia nipalensis cervinicrissa Sharpe, 1888
- Cutia nipalensis melanchima Deignan, 1947
- Cutia nipalensis nipalensis Hodgson, 1837[2]

## Előfordulása
Dél- és Délkelet-Ázsiában, Bhután, Kína, India, Malajzia, Mianmar, Nepál és Thaiföld területén honos. A természetes élőhelye a szubtrópusi vagy trópusi síkvidéki és hegyi esőerdők. Állandó, nem vonuló faj.

## Megjelenése
Testhossza 17–19 centiméter, testtömege 40–56 gramm.
|  |

## Életmódja
Rovarokkal, magvakkal és bogyókkal táplálkozik.